# Циців
Циців (Цицув, пол. Cyców) — село в Польщі, у гміні Циців Ленчинського повіту Люблінського воєводства. Населення — 1807 осіб (2011).

## Історія
За даними митрополита Іларіона (Огієнка), 1473 року вперше згадується православна церква в селі. Український історик Іван Крип'якевич датує першу згадку про церкву 1564 роком.
У 1863—1867 роках у селі зведено греко-католицьку муровану церкву. У 1871 році біля неї побудовано муровану цвінницю. За даними етнографічної експедиції 1869—1870 років під керівництвом Павла Чубинського, у селі здебільшого проживали греко-католики, які розмовляли українською мовою. 1872 року місцева греко-католицька парафія налічувала 689 вірян.
У міжвоєнні 1918—1939 роки польська влада в рамках великої акції закриття та руйнування українських храмів на Холмщині і Підляшші перетворила місцеву православну церкву на римо-католицький костел.
У 1943 році в селі проживало 465 українців і 524 поляки; на сусідній однойменній колонії — 261 поляк і 11 українців.
У 1975—1998 роках село належало до Холмського воєводства.

## Населення
Демографічна структура станом на 31 березня 2011 року:
|          | Загалом | Допрацездатний вік | Працездатний вік | Постпрацездатний вік |
| -------- | ------- | ------------------ | ---------------- | -------------------- |
| Чоловіки | 888     | 213                | 602              | 73                   |
| Жінки    | 919     | 193                | 567              | 159                  |
| Разом    | 1807    | 406                | 1169             | 232                  |

## Відомі уродженці
- Констянтин Лащук (1905—1969) — український громадський та політичний діяч української діаспори у Польщі, член Комуністичної партії Західної України.